# Rita Lakin
Rita Lakin (* 24. Januar 1930 in New York City; † 23. März 2023 in Novato, Kalifornien) war eine US-amerikanische Schriftstellerin, Drehbuchautorin und Showrunnerin.

## Leben
Lakin wurde bereits als junge Frau Witwe und alleinerziehende Mutter dreier Kinder. Sie begann ihre Karriere als Drehbuchautorin 1964 mit Episodenbüchern unter anderem für Assistenzarzt Dr. Kildare und Die Leute von der Shiloh Ranch. 1965 bis 1966 schrieb sie für die Seifenoper Peyton Place 62 Episoden; zwischen 1967 und 1969 verfasste sie das Drehbuch für 450 Folgen von The Doctors. Für ihr Buch zur Folge In This Corner – Sol Alpert der Krimiserie Twen-Police war sie 1970 für den Writers Guild of America Award und den Edgar Allan Poe Award nominiert.
1972 schuf sie die Krimiserie California Cops – Neu im Einsatz, von der bis 1976 vier Staffeln entstanden. 1981 entwickelte sie Fernsehserie Flamingo Road nach Vorlage des Spielfilms Die Straße der Erfolgreichen von 1949. Die kurzlebige Arztserie Schwestern kreierte sie mit Frank Furino und Howard Lakin.
Zwischen 2005 und 2019 verfasste Lakin neun Romane um die Rentnerin Gladdy Gold, die in Florida Verbrechen aufklärt. 2015 veröffentlichte sie ihre Autobiografie The Only Woman In The Room. Bereits 1976 veröffentlichte sie die Romane The Four Coins Of The Kaballah und A Summer Without Boys.

## Filmografie (Auswahl)

### Idee
- 1972: California Cops – Neu im Einsatz (The Rookies)
- 1981: Flamingo Road
- 1989: Schwestern (Nightingales)

### Drehbuch
- 1965: Die Leute von der Shiloh Ranch (The Virginian)
- 1965–1966: Peyton Place
- 1967: Invasion von der Wega (The Invaders)
- 1967–1969: The Doctors
- 1968–1969: Lieber Onkel Bill (Family Affair)
- 1972–1976: California Cops – Neu im Einsatz (The Rookies)
- 1987: Der Denver-Clan (Dynasty)

## Romane
- 1976: The Four Coins Of The Kaballah (auch: Demon Of The Night)
- 1976: A Summer Without Boys

### Gladdy-Gold-Reihe
- 2005: Gladdy Gold und der Geburtstagsmörder (Getting old is murder) (Band 1)
- 2006: Gladdy Gold und der Killer auf dem Kreuzfahrtschiff (Getting old is the best revenge) (Band 2)
- 2007: Gladdy Gold und der charmante Bösewicht (Getting old is criminal) (Band 3)
- 2007: Gladdy Gold und der tote Ehemann (Getting old is to die for) (Band 4)
- 2008: Gladdy Gold und das mysteriöse Skelett (Getting old is a disaster) (Band 5)
- 2009: Gladdy Gold und die verführerische Französin (Getting old is très dangereux) (Band 6)
- 2011: Getting Old Can Kill You (Band 7)
- 2018: Getting Old Can Hurt You (Band 8)
- 2019: Getting Old Will Haunt You (Band 9)

## Autobiografie
- 2015: The Only Woman in the Room: Episodes in My Life and Career as a Television Writer

## Auszeichnungen
- 1970: Writers-Guild-of-America-Award-Nominierung in der Kategorie Episodic Drama für Twen-Police
- 1970: Edgar-Allan-Poe-Award-Nominierung in der Kategorie Bestes Drehbuch für eine Episode einer Fernsehserie für Twen-Police